# الحكومة الإماراتية (2006)
حكومة دولة الإمارات العربية المتحدة (2006) هي الحكومة السابعة في تاريخ دولة الإمارات منذ قيام الاتحاد عام 1971، والأولى التي شكلها الشيخ محمد بن راشد آل مكتوم بعد اعتماد الشيخ خليفة رئيس الدولة.
ضم التشكيل الوزاري الجديد نائبين للرئيس و21 وزيراً بينهم سيدتان، ودخل الحكومة ثمانية وزراء جدد وألغيت 3 وزارات وهي المواصلات، الزراعة والثروة السمكية، والإعلام والثقافة، واستحدثت ست وزارات جديدة هي: تطوير القطاع الحكومي، الشؤون الاجتماعية، التعليم العالي والبحث العلمي، الدولة لشؤون المجلس الوطني، البيئة والمياه، والثقافة والشباب وتنمية المجتمع.

## أعضاء مجلس الوزراء
1. الشيخ محمد بن راشد آل مكتوم، رئيس مجلس الوزراء وزير الدفاع
2. الشيخ سلطان بن زايد آل نهيان، نائب رئيس مجلس الوزراء
3. الشيخ حمدان بن زايد آل نهيان، نائب رئيس مجلس الوزراء
4. الشيخ حمدان بن راشد آل مكتوم، وزير المالية والصناعة
5. الشيخ سيف بن زايد آل نهيان، وزير الداخلية
6. الشيخ منصور بن زايد آل نهيان، وزير شؤون الرئاسة
7. الشيخ عبد الله بن زايد آل نهيان، وزير الخارجية
8. الشيخ نهيان بن مبارك آل نهيان، وزير التعليم العالي والبحث العلمي
9. الشيخ حمدان بن مبارك آل نهيان، وزير الأشغال العامة
10. الشيخة لبنى بنت خالد القاسمي، وزيرة الاقتصاد
11. محمد بن نخيرة الظاهري، وزير العدل
12. محمد خلفان بن خرباش، وزير الدولة للشؤون المالية والصناعة
13. محمد بن ضاعن الهاملي، وزير الطاقة
14. علي بن عبد الله الكعبي، وزير العمل
15. سلطان بن سعيد المنصوري، وزير تطوير القطاع الحكومي
16. محمد بن عبد الله القرقاوي، وزير الدولة لشؤون مجلس الوزراء
17. محمد حسين الشعالي، وزير الدولة للشؤون الخارجية
18. مريم محمد خلفان الرومي، وزيرة الشؤون الاجتماعية
19. حنيف حسن علي، وزير التربية والتعليم
20. أنور محمد قرقاش، وزير الدولة لشؤون المجلس الوطني
21. حميد محمد عبيد القطامي، وزير الصحة
22. محمد سعيد الكندي، وزير البيئة والمياه
23. عبدالرحمن محمد العويس، وزير الثقافة والشباب وتنمية المجتمع